# Konigarahalli Kaval, Challakere
Konigarahalli Kaval là một làng thuộc tehsil Challakere, huyện Chitradurga, bang Karnataka, Ấn Độ.